# La cosa più bella che ho
La cosa più bella che ho è un singolo del rapper italiano Clementino, pubblicato il 21 luglio 2017 come quarto estratto dall'album in studio Vulcano. Il singolo è stato certificato disco d'oro dalla FIMI nel 2019.

## Descrizione
Il singolo è un remix della versione album con durata ridotta da 4:10 a 3:31.

## Video musicale
Il video musicale diretto da Mauro Russo, è stato pubblicato in concomitanza con l'uscita del singolo.

## Tracce
1. La cosa più bella che ho (Summer Mix) – 3:31